# 国家衛生研究院
国家衛生研究院（こっかえいせいけんきゅういん、繁体字中国語: 財團法人國家衛生研究院、NHRI：National Health Research Institutes）、中華民国（台湾）における医薬および衛生分野の研究機関。苗栗県竹南鎮の新竹科学園区（新竹サイエンスパーク）に位置する。設立計画は1988年に始動し、「国家衛生研究院設立条例」に従い1996年に正式に設立された。創設基金は政府からの寄付で賄われており、年次運営の主な資金も行政院衛生福利部（厚生省に相当）が拠出している。
主な研究対象は、医学、健康またはその他の生命科学分野、およびワクチンの研究開発などの関連技術。研究に加え、国民健康保険データベース、統合された医療および健康研究のプロジェクト、医療専門家のトレーニングのための年間補助金など、いくつかの研究リソースも提供。研究所はcGMP生物学的調製工場を設置しワクチン研究およびワクチン研究結果と業界での大量生産との関連付けを担当。

## 歴史
1988年に国家衛生研究院の設立の最初の計画は中央研究院院士の会議で提唱された。計画は1991年12月に始まり、その間に「行政院衛生署の統合医療および医薬衛生科技研究計画」の事業が推進された。
1994年7月、台北市仁愛路に「国家衛生研究院準備処（繁体字中国語: 國家衛生研究院籌備處）」が設置された。
1995年の国家衛生研究院設置条例公布を経て、1996年1月に正式に「国家衛生研究院」が発足。2004年に拠点を台北から竹南鎮の新竹科技園区に移転。
2020年、国家衛生研究院はCOVID-19の検査に関連して、PCR検査を補完する短時間での検査キットを開発したと発表。

## 歴代の長
前身の行政院衛生署署長およびその後身組織の衛生福利部部長がトップ（董事長）を務めることが慣例となっている

### 董事長
- 張博雅（中国語版） (1996年1月 - 1997年8月31日)
- 詹啓賢（中国語版） (1997年9月1日 - 2000年5月20日)
- 李明亮（中国語版） (2000年5月20日 - 2002年8月31日)
- 涂醒哲（中国語版） (2002年9月1日 - 2003年5月16日)
- 陳建仁 (2003年5月17日 - 2005年1月31日)
- 侯勝茂（中国語版） (2005年2月17日 - 2008年5月19日)
- 林芳郁（中国語版） (2008年5月20日 - 2008年9月25日)
- 葉金川（中国語版） (2008年9月26日 - 2009年8月6日)
- 楊志良（中国語版） (2009年8月7日 - 2011年8月8日)
- 邱文達（中国語版） (2011年8月9日 - 2014年10月3日)
- 林奏延（中国語版） (2014年10月4日 - 2014年10月22日)
- 蒋丙煌（中国語版） (2014年10月22日 - 2016年5月20日)
- 林奏延 (2016年5月20日 - 2017年2月7日)
- 陳時中 (2017年2月8日 - 現任)

### 院長
- 呉成文（中国語版） (1996年 - 2005年)
- 梁賡義（中国語版） (2006年1月1日 - 2006年6月30日)
- 伍焜玉（中国語版） (2006年7月1日 - 2012年8月31日)
- 王陸海（中国語版） (2012年8月31日 - 2012年12月21日)
- 龔行健 (2012年12月21日 - 2015年12月31日)
- 余幸司 (2016年1月1日 - 2017年12月6日)
- 梁賡義（中国語版） (2017年12月6日 - 現任)

## 組織
- 董事会(取締役会）
  - 院長
    - 諮問委員会
    - 副院長
      - 主任秘書
      - フォーラム
      - 監査室
      - 環境および労働安全衛生局
      - 秘書室

## 研究部門
- がん研究所
- 細胞システム医学研究所
- グループ健康科学研究所
- バイオテクノロジーおよび製薬研究所
- 分子遺伝医学研究所
- 生物医学工学とナノ医学研究所
- 感染症とワクチン研究所
- 国立環境医学研究所
- 免疫学研究センター
- 神経精神医学研究センター

### 註釈
1. ↑  日本の地方自治制度における条例とは異なり、中央政府の法令にも用いられる